# Hallwylska palatsets interiör

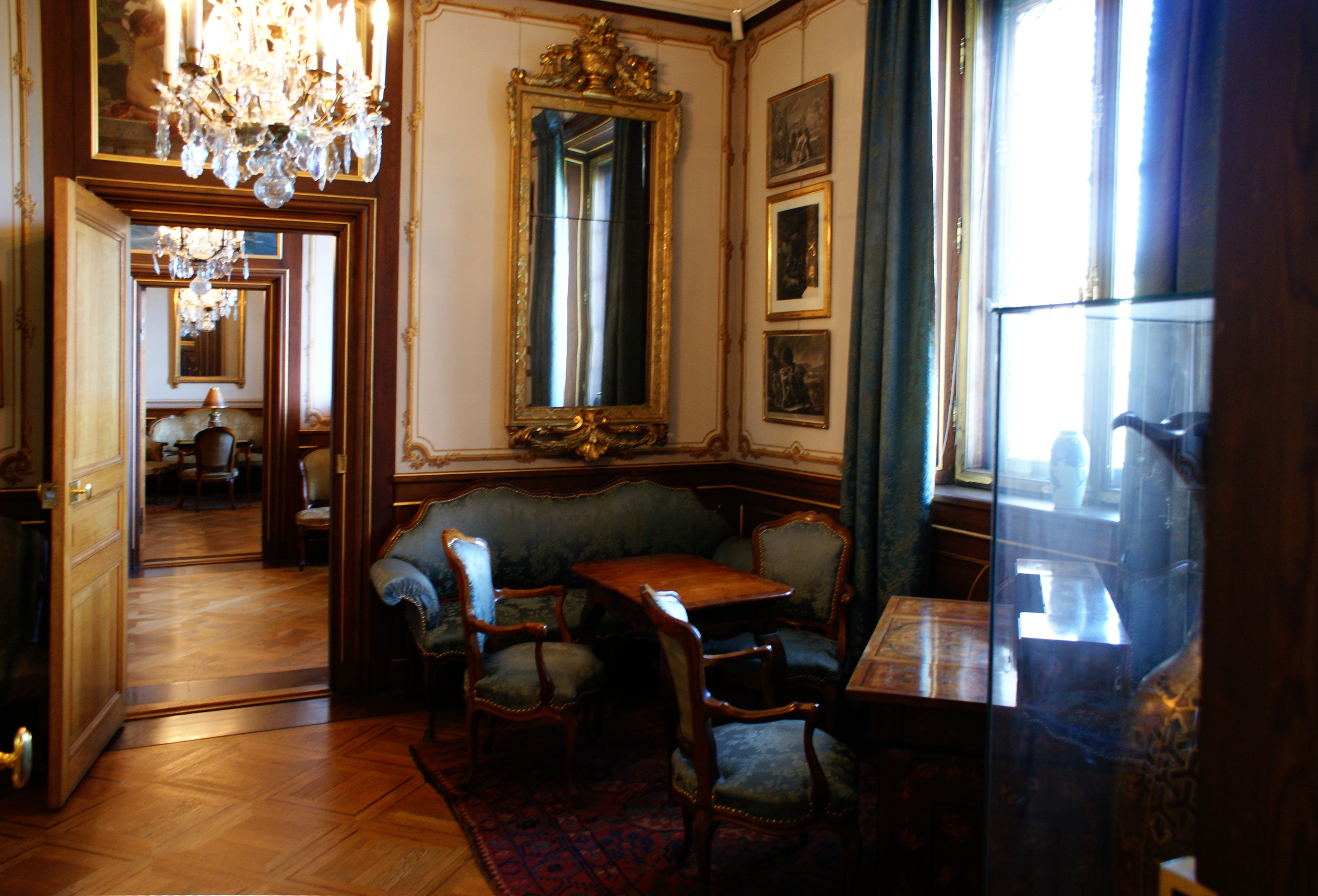
Gästrum i fil.

Hallwylska palatsets rum är förutom att utgöra lokaler för Hallwylska museets samlingar också en del av själva museet. Byggnaden har drygt 40 rum som är fördelade över fem våningsplan. Köket och tillhörande utrymmen ligger under marknivån, medan bottenvåningen innehåller mottagningsrum, kapprum samt i östra flygeln kontorsrum ursprungligen avsedda för familjeföretaget. På våningen en trappa upp ligger sällskapsrummen, och sovrum och badrum är förlagda två trappor upp. Vindsvåningen inreddes med kägelbana, tavelgalleri och grevinnans gymnastikrum.
Inredningarna uppvisar en rad historiska stilar med dyrbara materialval, exklusiv inredning med antikviteter från barock- och rokokotiden, och konstnärlig utsmyckning. Det mesta köptes från Bukowskis men även från kontakter i Europa under parets resor.
Mycket av möblerna som inte köptes in som antikviteter ritades av husets arkitekt Isak Gustaf Clason för att passa den övriga inredningen, bland annat parets sängar och de 36 matsalsstolarna. För snickeriarbetena anlitades sedan i första hand snickarmästare Carl Herman Benckert Jr.
Huset möblerades efter klassiska stilideal medan den samtida jugendstilen inte alls finns representerad i hemmet. Eftersom huset redan från början hade centralvärme finns endast ett fåtal kakelugnar i huset.
Förutom centralvärme finns andra moderniteter i huset som redan vid uppförandet hade elektrisk belysning i alla rum, en personhiss, en matvaruhiss och ett badrum med rinnande varmt vatten, badkar och dusch. Redan 1929 införskaffades två stycken kylskåp, tillverkade av General Motors till köket. Personhissen planerades in sent i byggnadsfasen och användes sedan sällan. Den var ur funktion mellan åren 1909 och 1920, för att återigen börja användas av greven när hans hälsa försämrades. Grevinnan ogillade hissen och föredrog trapporna. Ironiskt nog så avled hon i sviterna av ett fall i en av byggnadens trappor vid 85 års ålder.

## Matsalen

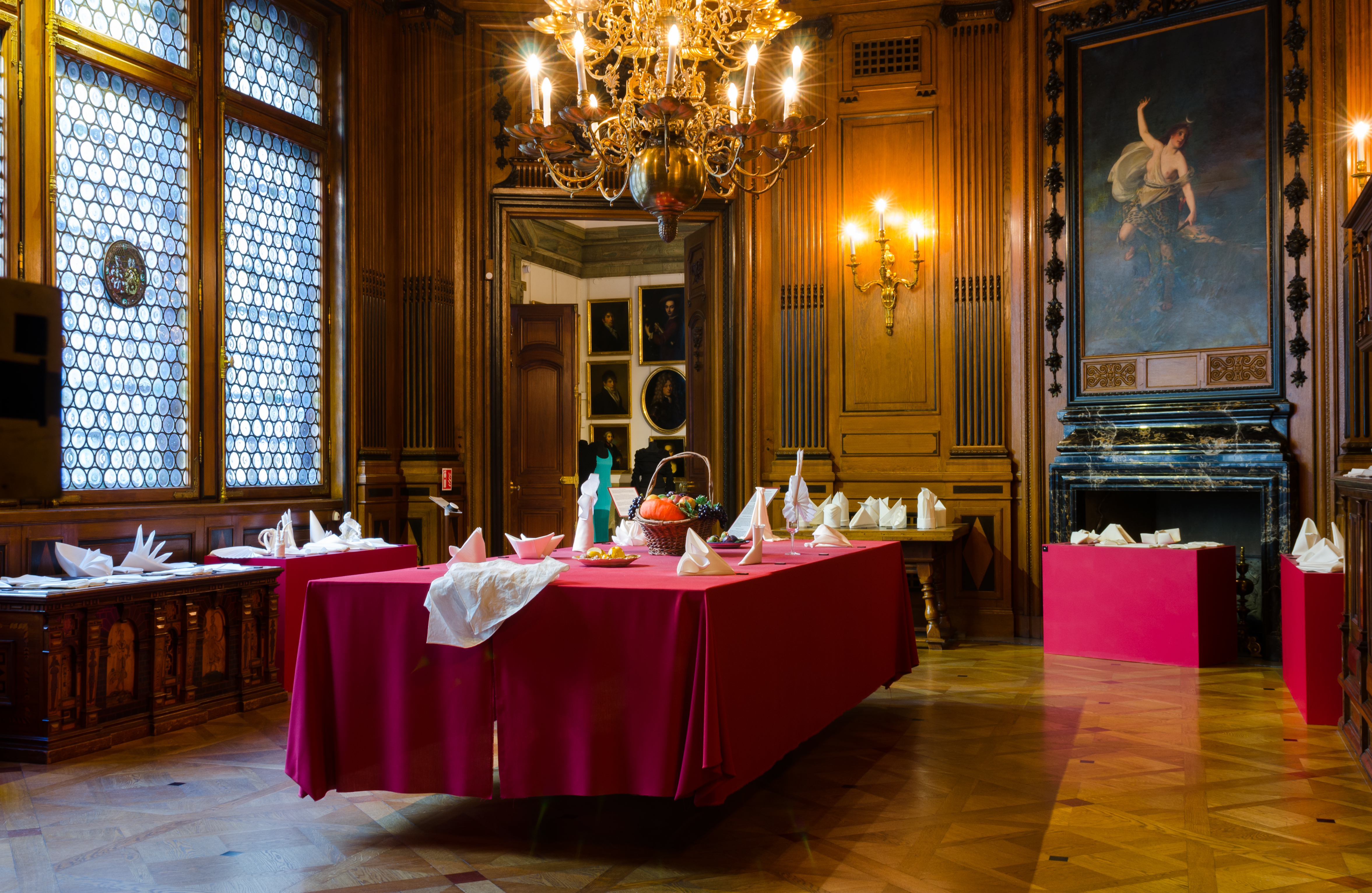
Matsalen.

Matsalen går i barock och renässansstil, skänkskåpet är gjort i Schweiz och renässanskistan vid fönstret är tysk. Båda är daterade till omkring år 1600. Till dessa har husets arkitekt Isak Gustaf Clason ritat matsalsmöbeln. De 36 stolarna och bordet har tillverkats av snickarmästare Carl Herman Benckert Jr. Rummets väggar är klädda i ek och de vävda tapeterna, verdurerna, är troligen tillverkade i Lille i norra Frankrike tidigt på 1700-talet. Ovanför dubbeldörrarna hänger ätten Hallwyls vapen, svarta örnvingar mot guldbotten.

## Lilla salongen
Lilla salongen var ett sällskapsrum avsett för damerna, dit de skulle dra sig tillbaka efter maten. Stilen är rokoko som ansågs feminin i slutet av 1800-talet.
Rummets intarsiadekorationer är utförda av snickarmästare Benckerts företag. Möblerna är franskt 1700-tal, utom byrån som är italiensk och skåpet är troligen holländskt men också från 1700-talet. Även den elektrifierade ljuskronan är 1700-tal.

## Stora salongen

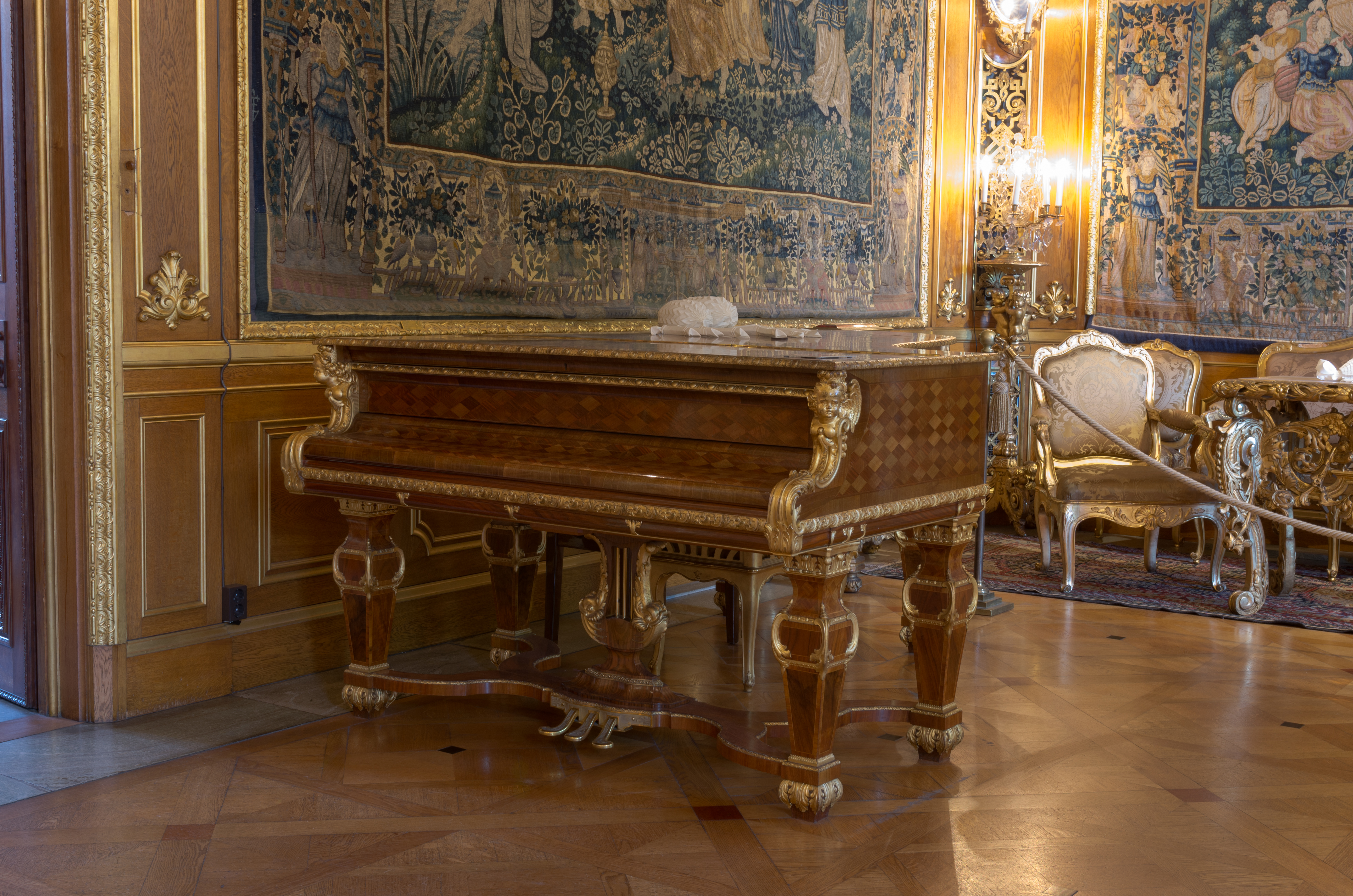
Flygeln i Stora salongen.

Stora salongens stil är guldbarock enligt svenskt 1700-tal. Utgångspunkten för arkitekten var fyra brysseltapeter i en svit om sex; två hänger i Lilla salongen. De köptes 1894 av grevinnan.
Flygeln är en Steinway & Sons från 1896, men det svarta fodralet är utbytt mot ett fodral i barockinspirerad stil.
Skulptören Gusten Lindberg har gjort de tre dörröverstyckena föreställande konstformerna musiken, dikten och bilden. Han har även gjort reliefen ovanför spisen i carraramarmor.

## Rökrummet
Rökrummet var herrarnas motsvarighet till Lilla salongen. I rökrummet skulle männen dra sig tillbaka för att röka och läsa. Gärna iklädda fez, orientalisk rökrock och tofflor. Rökrummet i Hallwylska palatset har ganska få orientaliska inslag. Sittmöblerna är delvis klädda med turkmeniska mattor och tältväskor. På golvet ligger en persisk matta.
Här umgicks den lilla familjen till vardags efter maten. Grevinnan och hennes sällskapsdam spelade kort med greven, drack kaffe, läste eller pratade. Skrivbordet, som var grevens, lämnades orört efter hans bortgång.
Parets dotterson Rolf de Maré var god vän med Nils Dardel i Paris och ett porträtt av dottersonen som Nils Dardel gjort hänger i rummet. Grevinnan uppskattade inte modern konst och inte heller det här verket eller något av Nils Dardels verk. Här finns också ett porträtt av grevinnan gjort av Julius Kronberg. Porträttet är ovanligt för sin tid eftersom grevinnan tittar rakt in i bilden, har enkla kläder och enkel håruppsättning. Mittemot hänger en annan tavla av Julius Kronberg på dottern Irma von Geijer i mer typisk stil.

## Vapenrummet
I vapenrummet finns huvuddelen av samlingens vapen och rustningar. Bland annat två turkiska stridsdräkter från 1400-talet och tyska rustningar från sent 1500-tal. I en av dessa har en vaxdocka placerats och när barnbarnen kom på besök ingick att de skulle bli skrämda av mannen bakom visiret när det lyftes. Mellan dessa står en sadel som sägs ha tillhört Johan Banér som var fältherre under trettioåriga kriget.
Här finns också gevär, pistoler och blanka vapen från 1500-talet och framåt.

## Biljardrummet
Biljardrummet är inrett i renässans och barockstil. Biljardbordet ritades av arkitekten Clason och var en julklapp till greven 1898. Väggarnas paneler är gjorda i valnötsträ och i taket ett kassettak.
Ovanför den väggfasta bänken kan ses de fyra kardinaldygderna: Rättvisa, uthållighet, klokhet och måttlighet.
Runt panelerna finns snidade sköldar med vapen som tillhört de kvinnor som genom århundradena gift in sig i släkten Hallwyl.

## Porslinsrummet

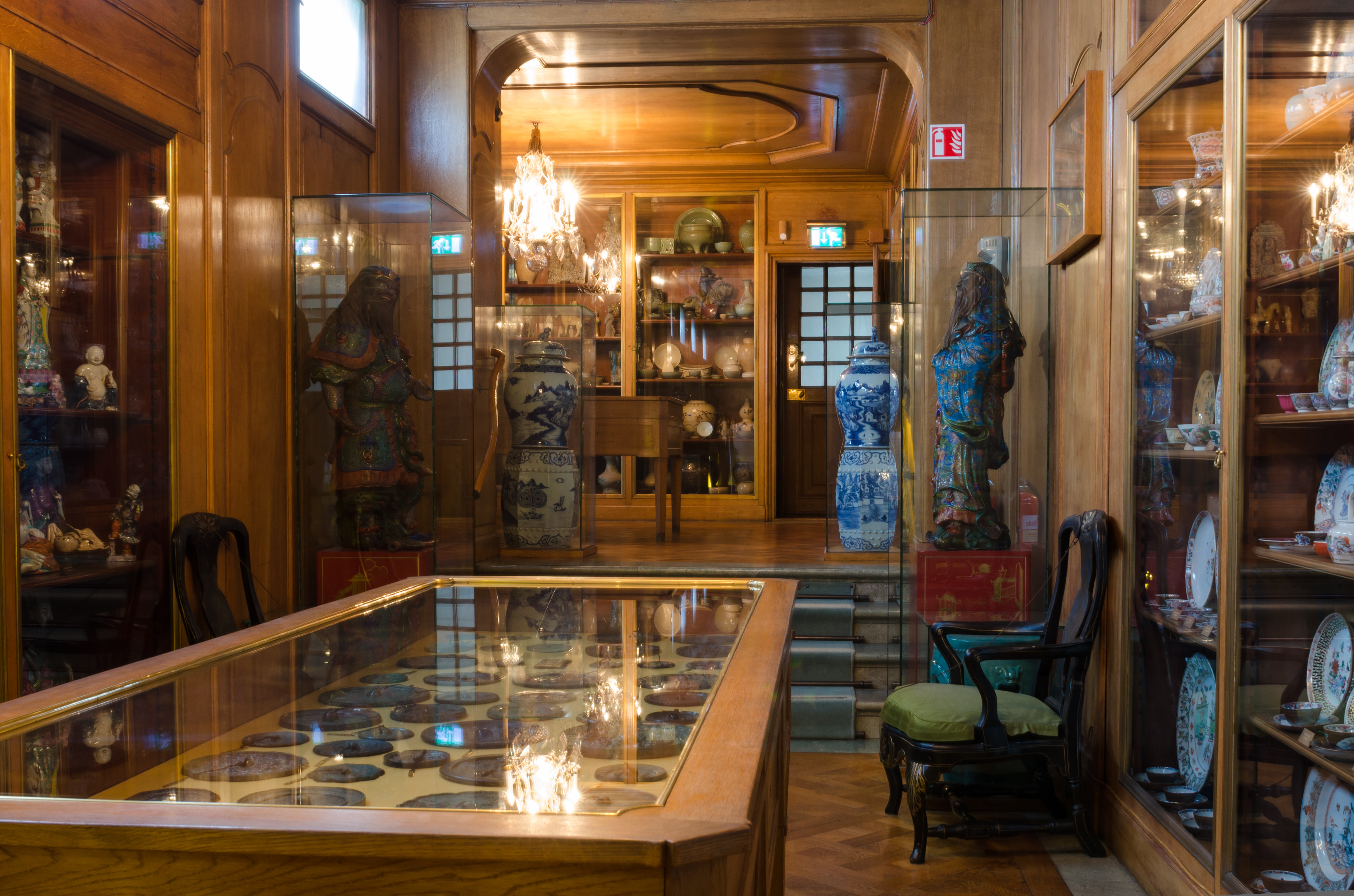
Porslinssamlingarna.

Porslinsrummet blev redan från början ritat för och inrett till porslinssamlingen. Takmålningen gjordes av Nils Asplund.

## Vardagssalongen
Vardagssalongen var grevinnans rum. Här hade hon sitt skrivbord, ett svenskt barockbord från 1700-talet. Vid skrivbordet skötte hon sin korrespondens och här tog hon emot besök.
Ljuskronan är i empirstil och har tillhört drottning Desideria.

## Övre Vestibulen
I trappans fond hänger familjeporträtt av grevens familj. Porträtten är kopior från porträttsamlingen i Schweiz som grevinnan lät göra. Konstnären Julius Kronberg fick uppdraget att göra kopiorna. De gjordes i slutet av 1910-talet och när kopiorna var klara skickades originalen tillbaka till Schweiz.
Där hänger också fyra ovala originalverk fransk-ungerske konstnären Edouard Boutibonne. De är gjorda 1865 och visar greveparet och grevinnans föräldrar.

## Badrummet

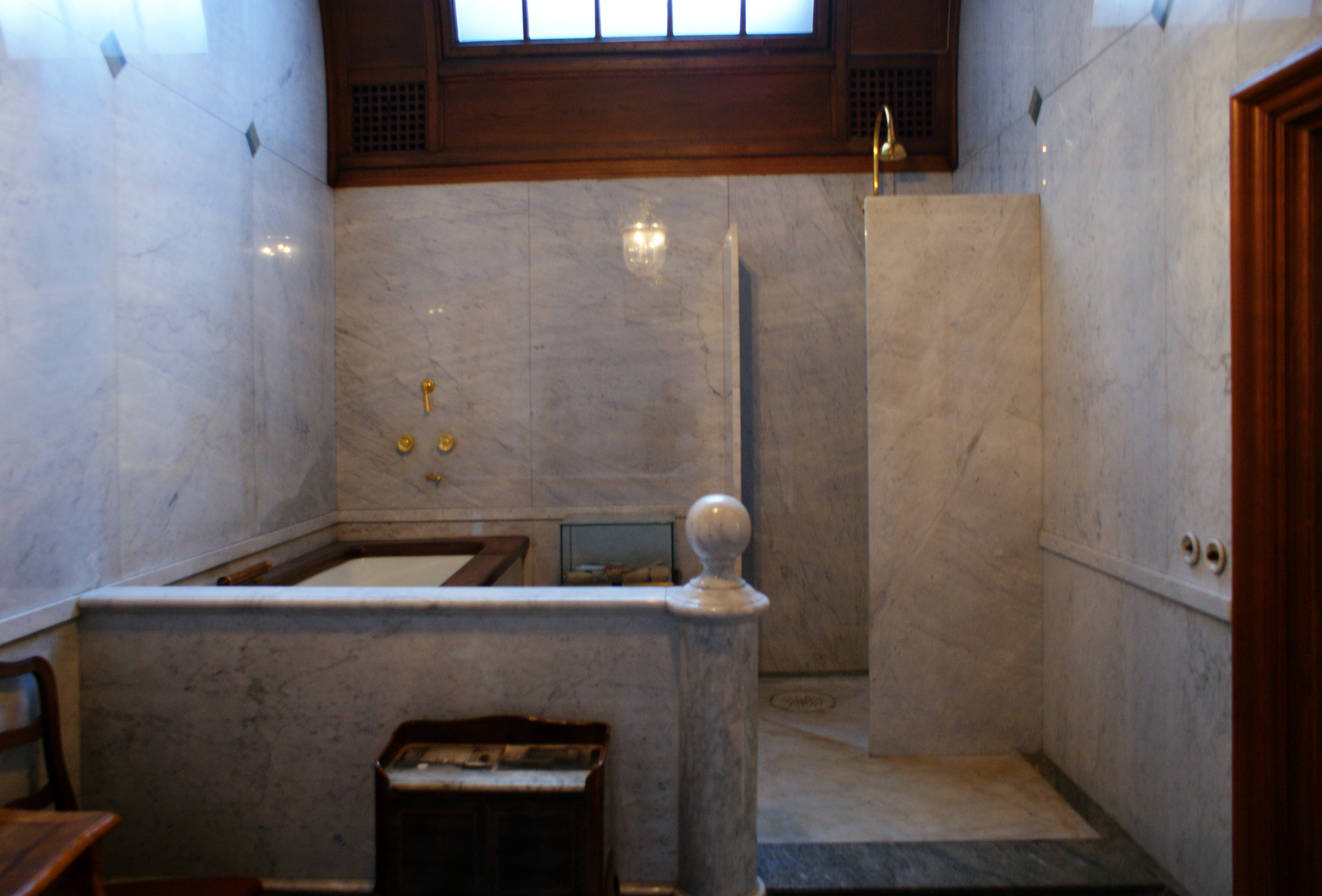
Badrummet.

Badrummet består av en tom yta med möjlighet till avklädning eller att sitta vid en värmelampa. I ena änden finns ett upphöjt område med badkar och dusch i carraramarmor. Badkaret fylls underifrån så att vattnet stiger och har både varmt och kallt vatten. Badrummet användes inte för den dagliga hygienen utan som en privat spaupplevelse vid särskilda tillfällen. Grevinnan föredrog att bada i ett träbadkar som måste fyllas manuellt med hinkar. Den dagliga hygienen sköttes vid en lavoar i sängkammaren med tvättfat och kannor.

## Vindsvåningen
Från början var vindsvåningen en vanlig vind men bland annat för att få plats med det växande antalet tavlor inreddes den år 1905. Förutom ett tavelgalleriet byggdes också en kägelbana och ett träningsrum till grevinnan och hennes sjukgymnast.

### Tavelgalleriet
Tavelgalleriet gjordes som en överljussal med stora ljusinsläpp av dagsljus i taket. Idag är det elektrisk belysning  i ljusinsläppen. Taket målades av Nils Asplund, en trompe l'œil av guldrankor mot grön bakgrund. Här hängdes framförallt tavlor från nederländska guldåldern av  målare som Frans Hals, Pieter Brueghel, Pieter Aertsen och Frans Floris. Här hänger också en tavla som inhandlades i tron att det var en Rembrandt. Det var det enskilt dyraste föremålet i samlingen och köptes för 60 000 kronor. Senare undersökningar har visat att tavlan är målad på 1700-talet eller 1800-talet, något grevinnan aldrig blev varse. Tavlorna har samtliga svart ram och hängdes tätt på de grönlaserade väggarna. Idag är väggarna blekta och laseringen kan bara anas, men den syns bakom tavlorna.

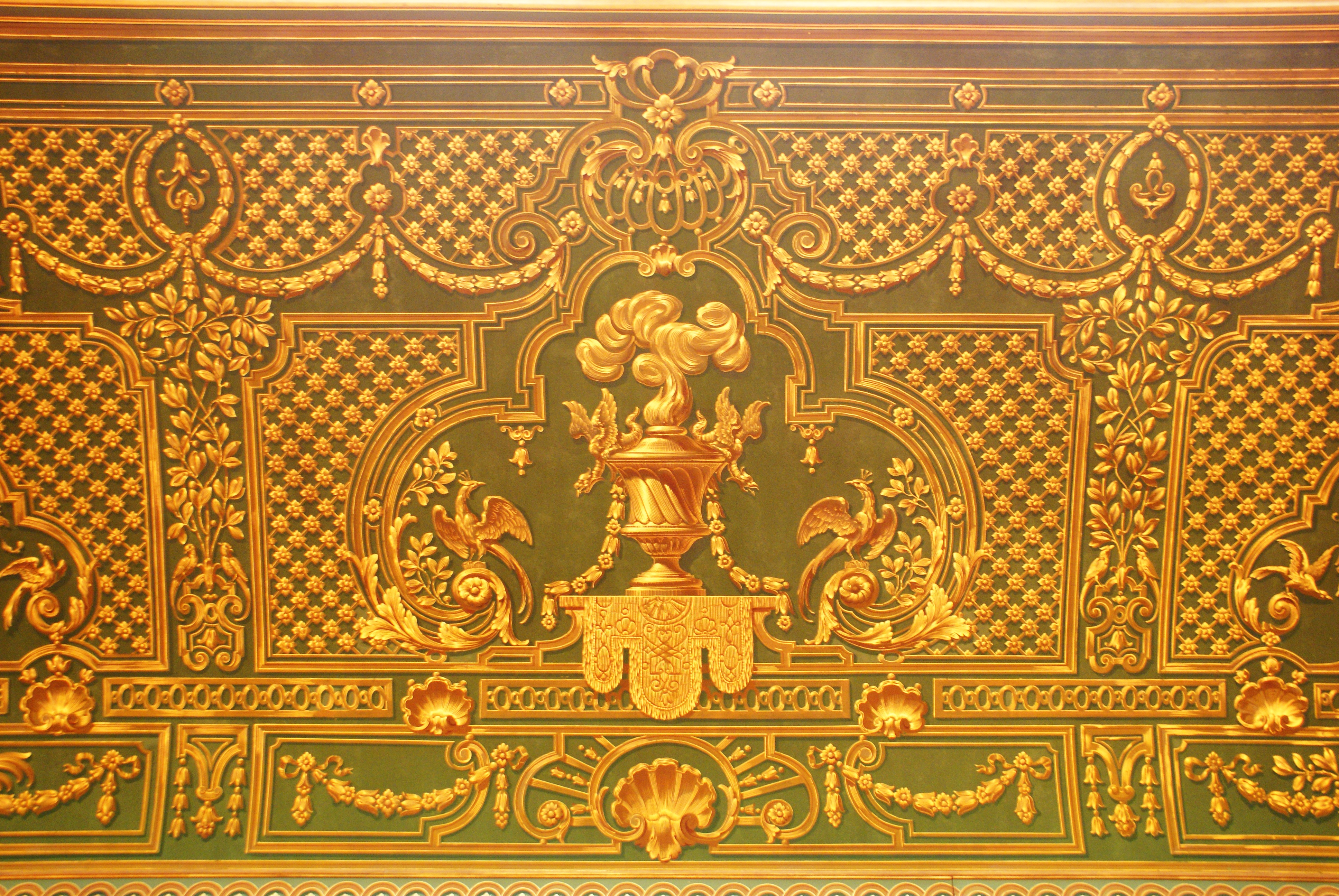
Tavelgalleriets innertak.
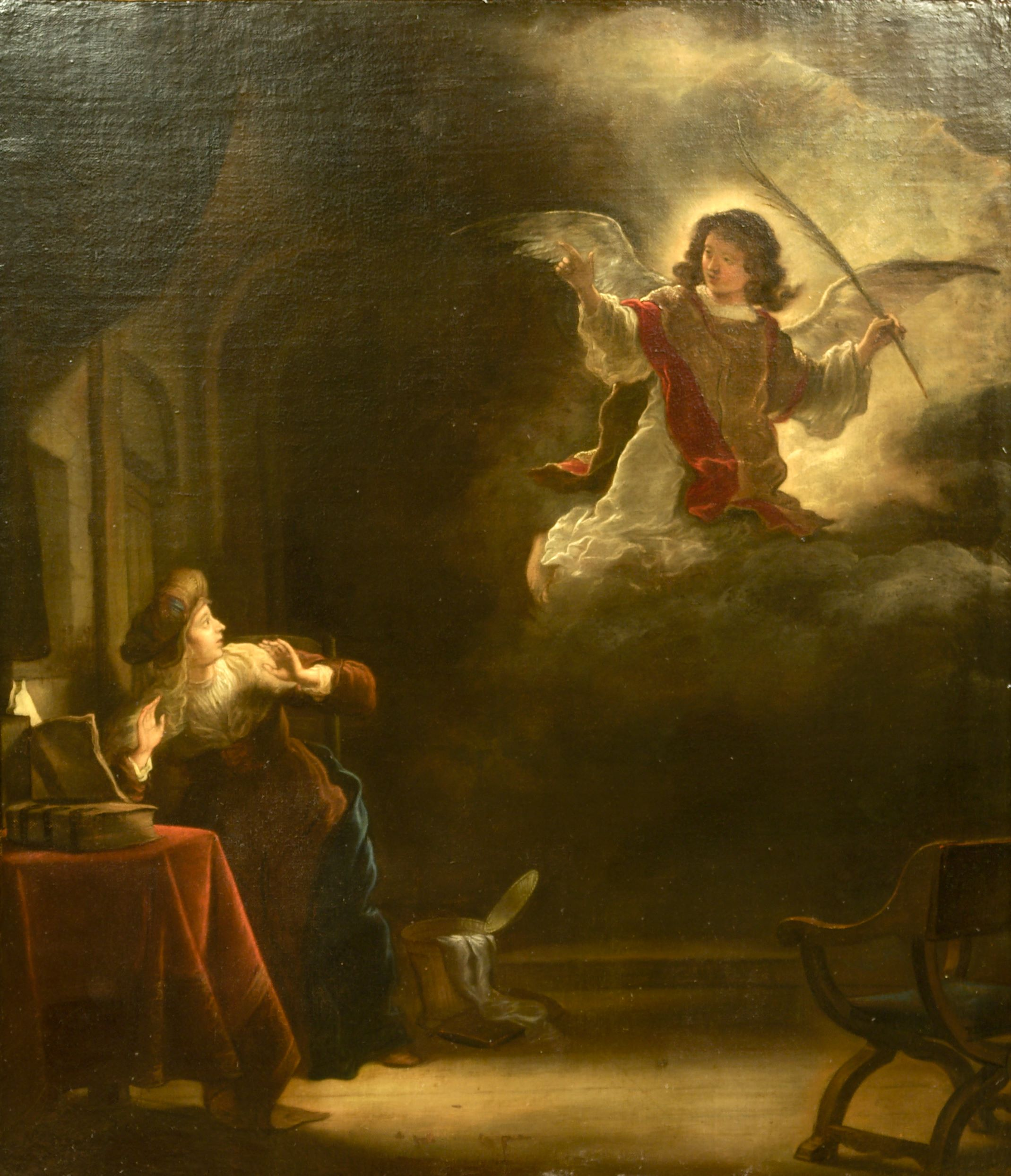
Marie bebådelse av Salomon Koninck.
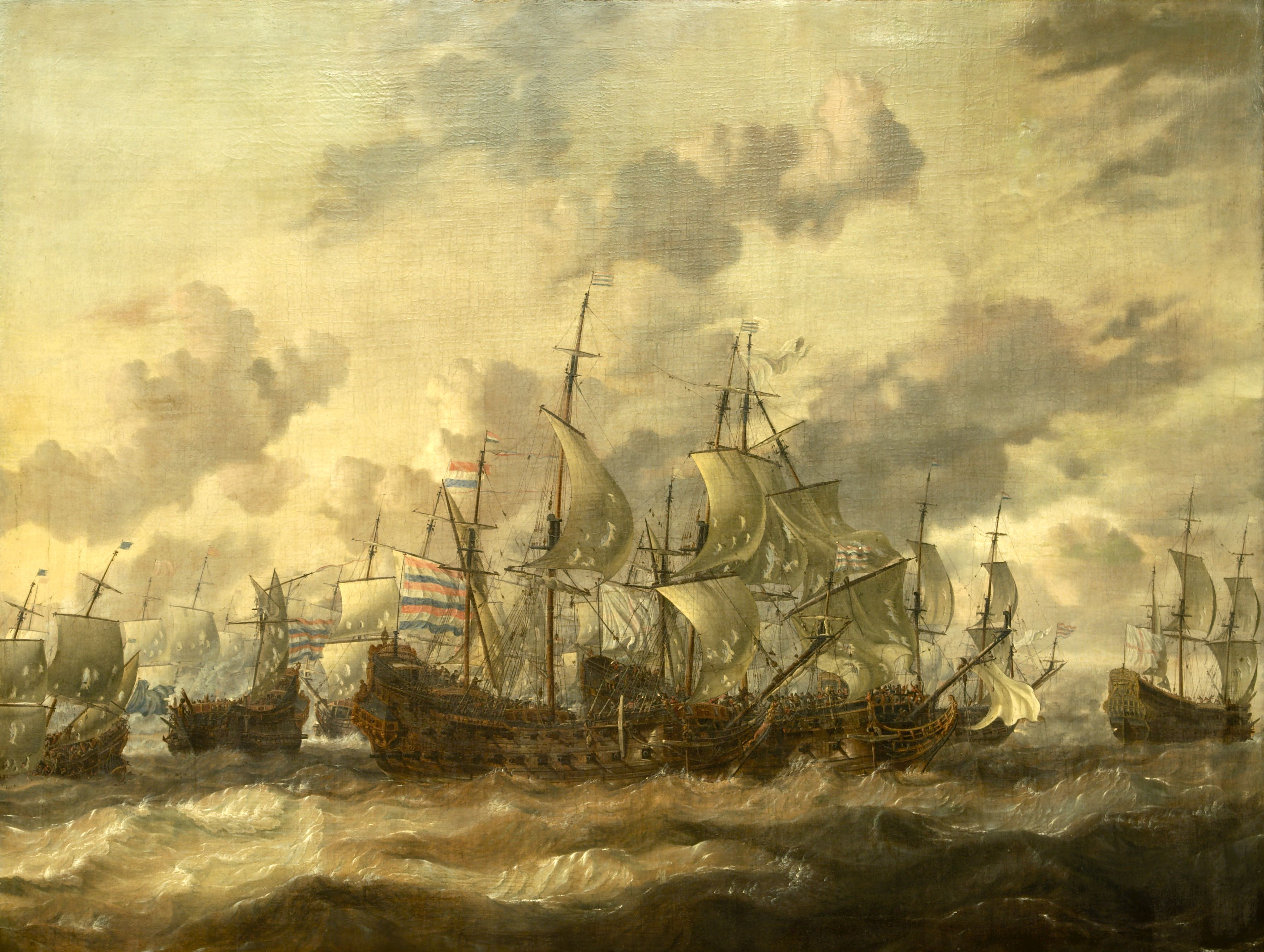
Fyradagarslaget (1-4 juni 1666) av Abraham Storck.
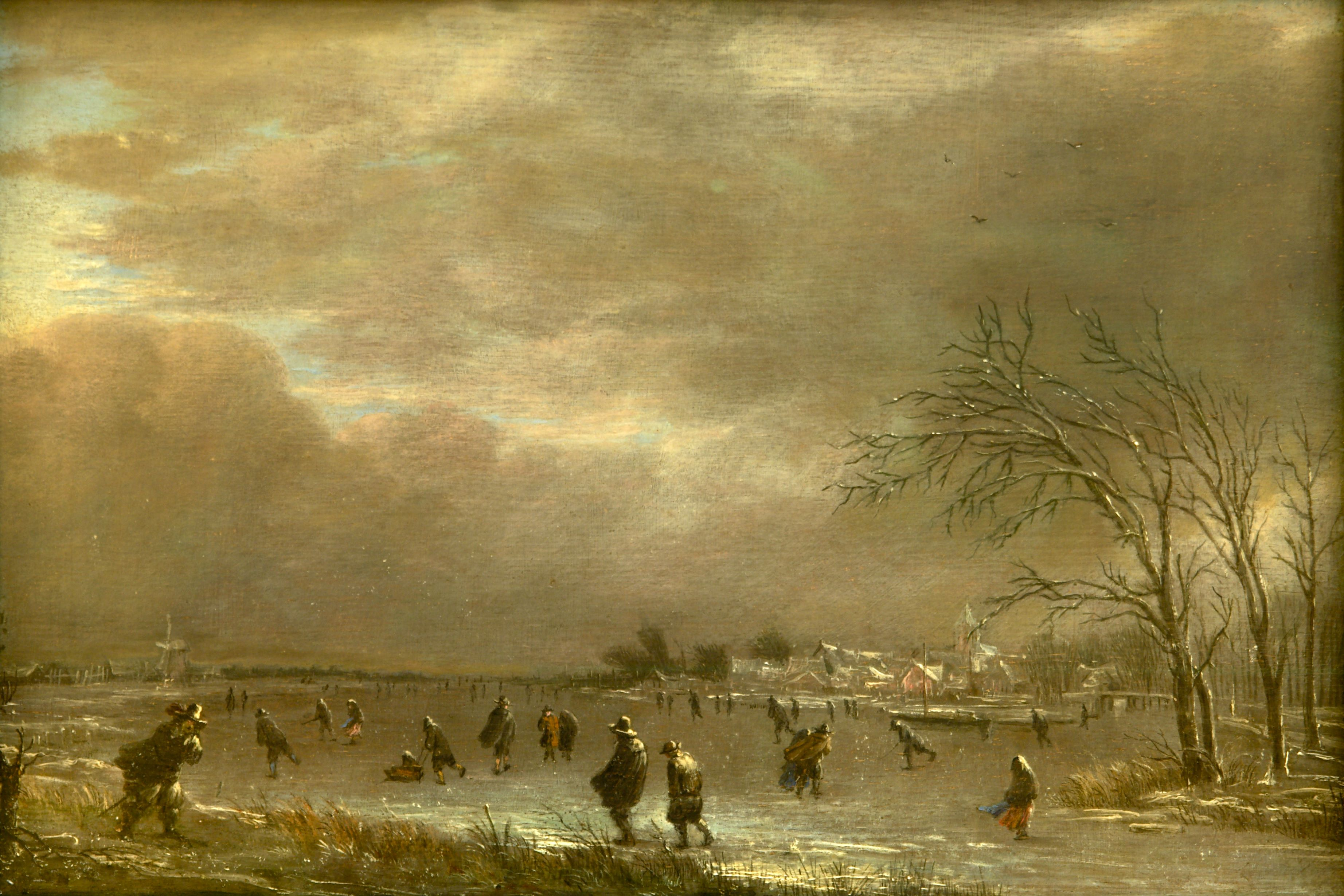
Vinterlandskap med skridskoåkare på frusen flod av Aert van der Neer.
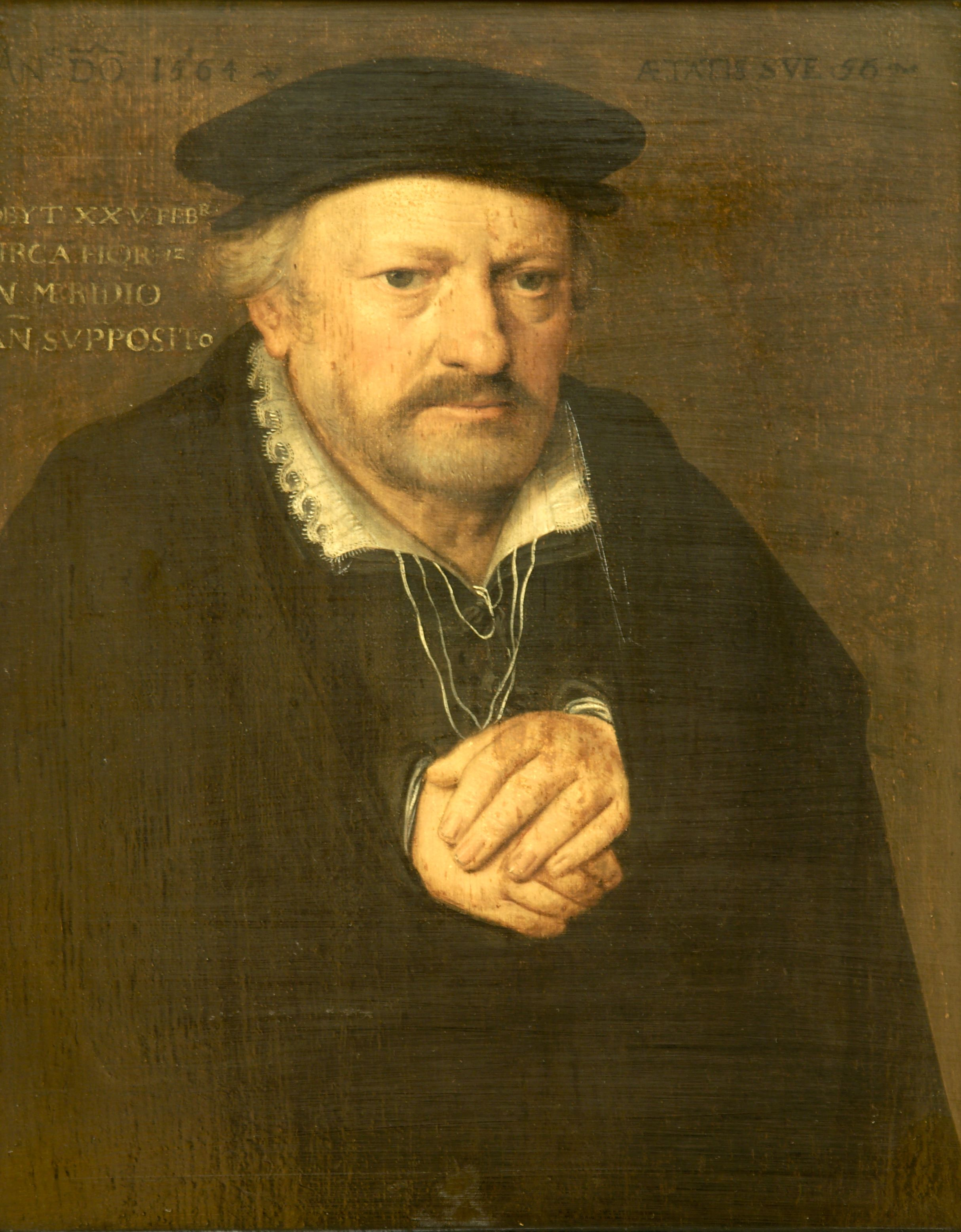
Porträtt av 56 årig man, konstnären okänd.
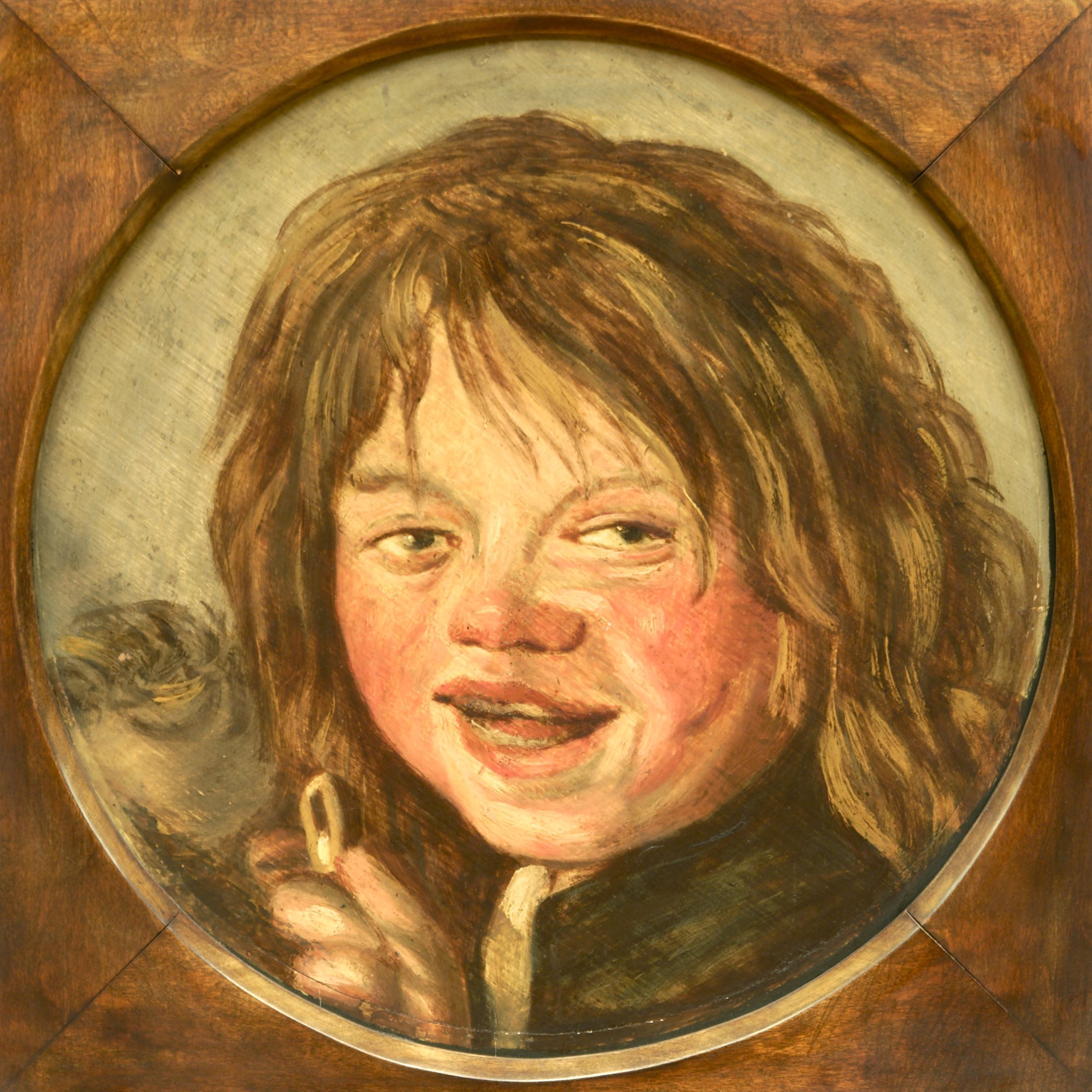
Skrattande barn av Frans Hals.

### Kägelbanan
Ett par trappsteg upp, längs tavelgalleriet löper en kägelbana. Kägelbanan användes flitigt av grevparets dotterson, Rolf de Maré, som bodde på Hallwylska palatset under längre tider i sin ungdom. Vid käglorna fanns en recess i sidan där en person kunde sitta skymd för att sedan ställa upp käglorna. Kloten rullades tillbaka i en dold ränna som löpte bakom ena väggen till en recess vid utslagsplatsen där kloten samlades. Senare fylldes även kägelbanan med montrar och samlingsobjekt, men kägelbanan är fortfarande intakt.

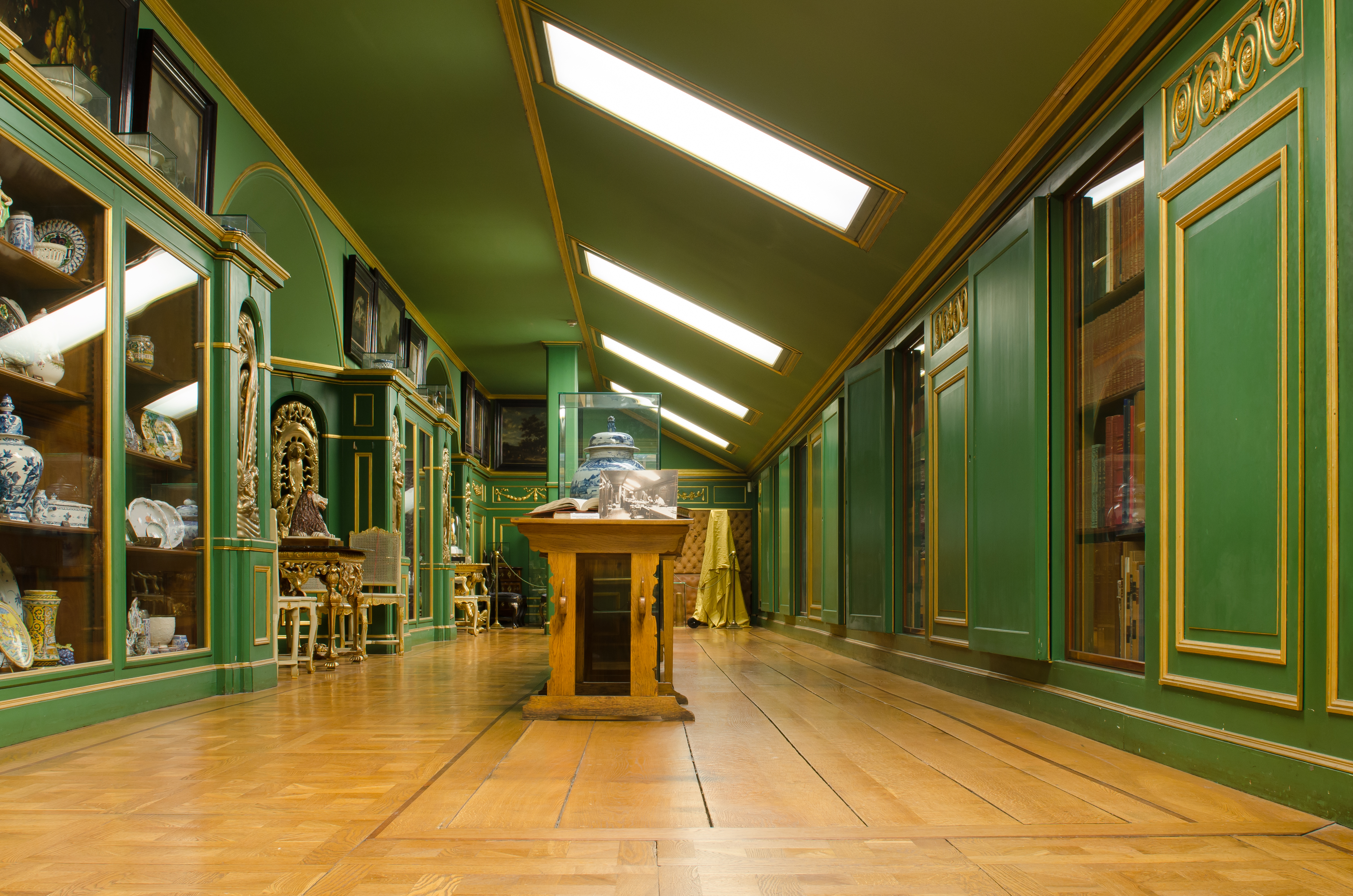
Kägelbanan.
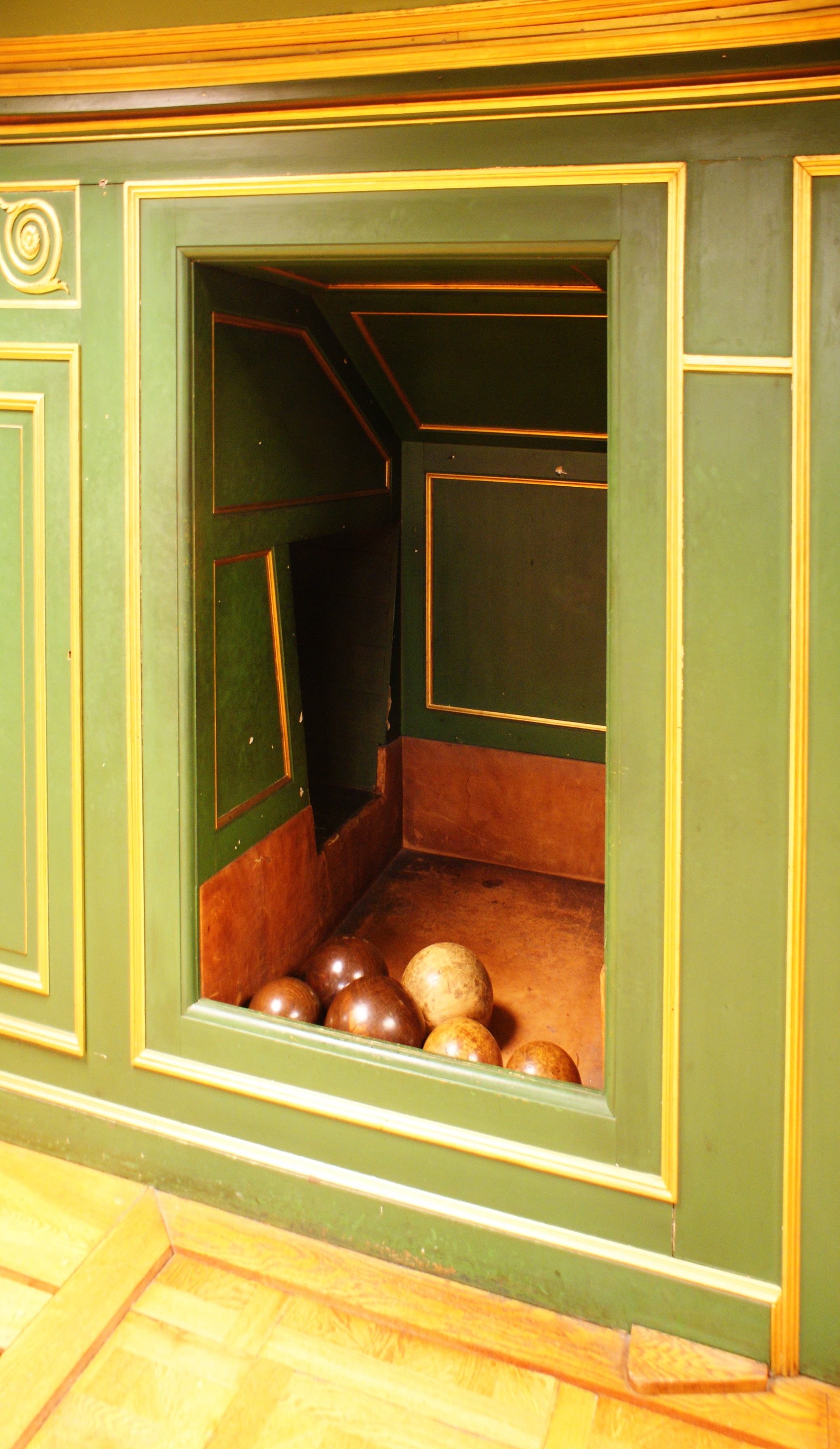
Bollplatsen i kägelbanan.

### Gymnastikrummet
År 1920 inreddes ett rum innanför, vid kortsidan av, Tavelgalleriet som gymnastikrum. Senare fylldes även det på med vitrinskåp och montrar med för silver, glas och keramik. Redskapen har bevarats och bakom samlingarna syns ribbstolar och romerska ringar.

## Höskullen
Inne på gården fanns byggnadens stall med plats för tre hästar. Grevparet skaffade bil redan 1908, en Fiat som byttes till en Mercedes 1915 som fortfarande står kvar i vagnboden. Därför blev hästarna tidigt överflödiga och stallets höskulle fick göra plats för en del av samlingarna. Mitt i rummet står bland annat två montrar med modeller av parets slott i Schweiz, Slottet Hallwyl. Modellerna visar slottet före respektive efter renoveringen som paret finansierade. På modellen av det nyrenoverade slottet visar det under sommaren med löv på träden och grönt vatten i vallgraven. På den andra modellen är träden utan löv och vallgraven och omgivningarna ser dystrare ut. Här finns också flera objekt från utgrävningarna vid slottet.
I montrar längs väggarna finns flera vardagsföremål, presenter i form av rökdon till greven, spelkort och sällskapsspel, läkemedel och medicintekniska produkter som använts i huset, och därför snarare sparats än samlats på. Här finns också reseminnen, en oljelampssamling samt en snäcksamling med bland annat den snäcka som grevinnan fick av sin far när hon var liten och som var hennes första samlarobjekt.

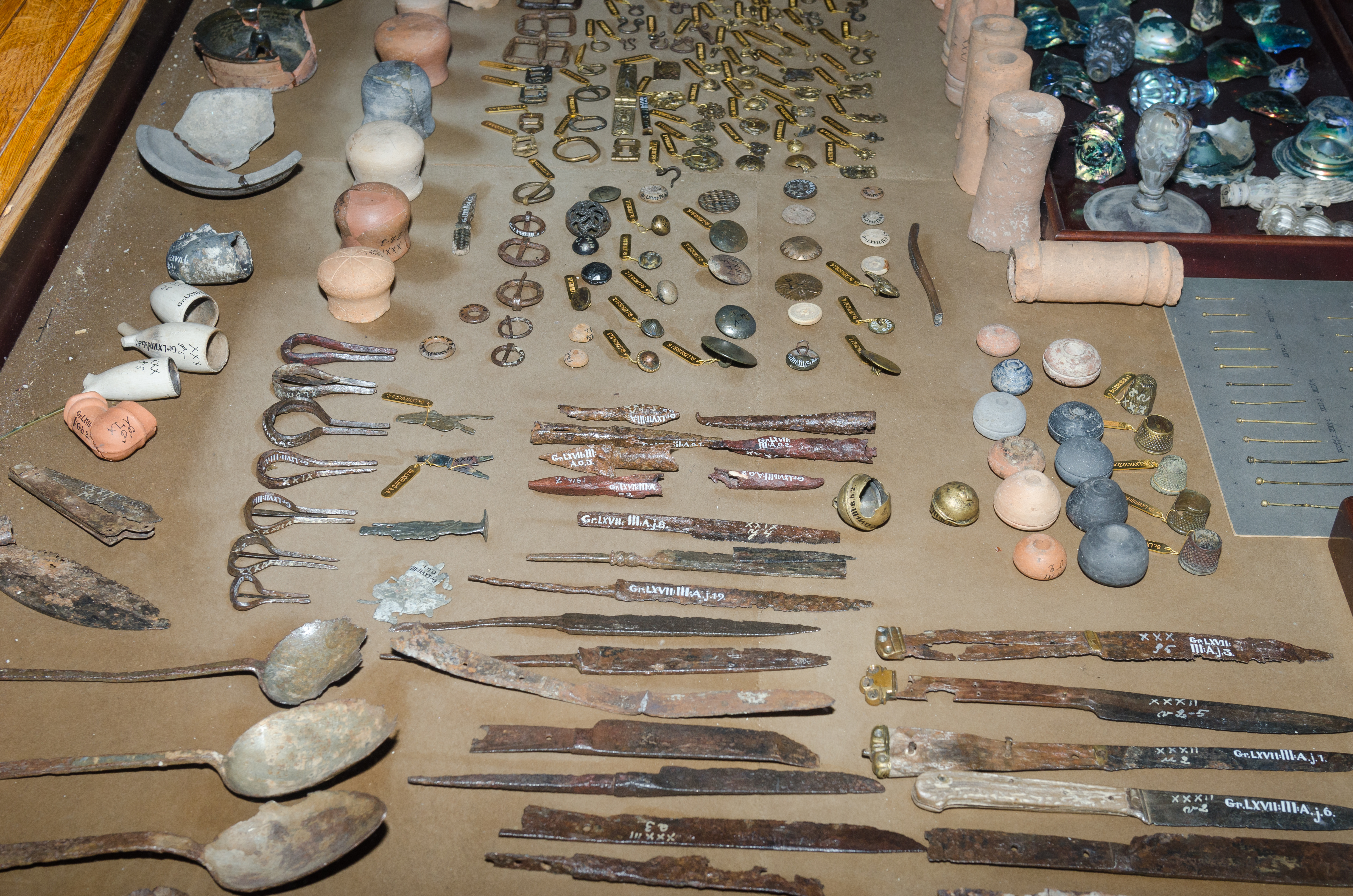
Föremål från utgrävningarna av Slottet Hallwyl.
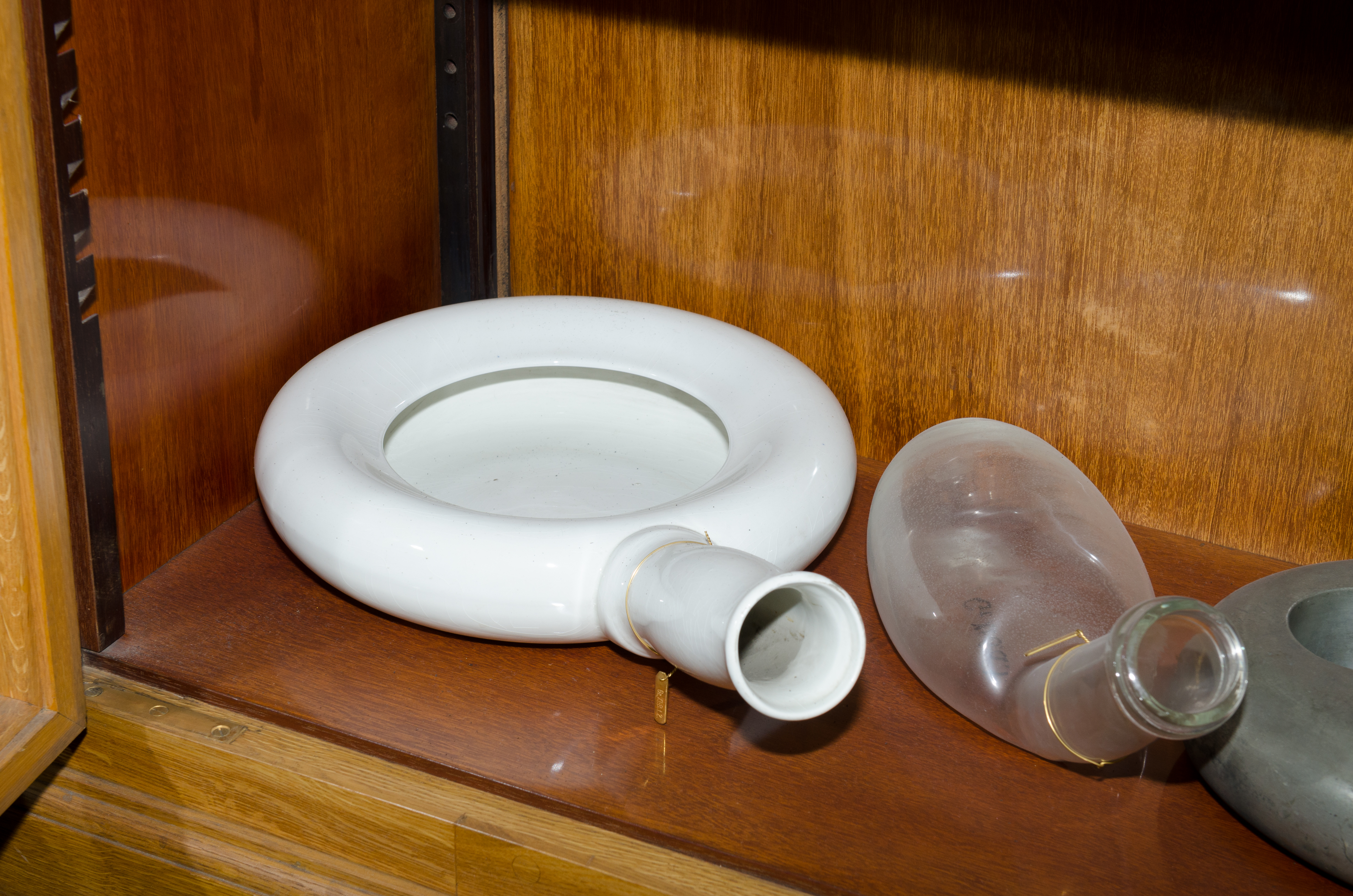
Bäckenskålar.
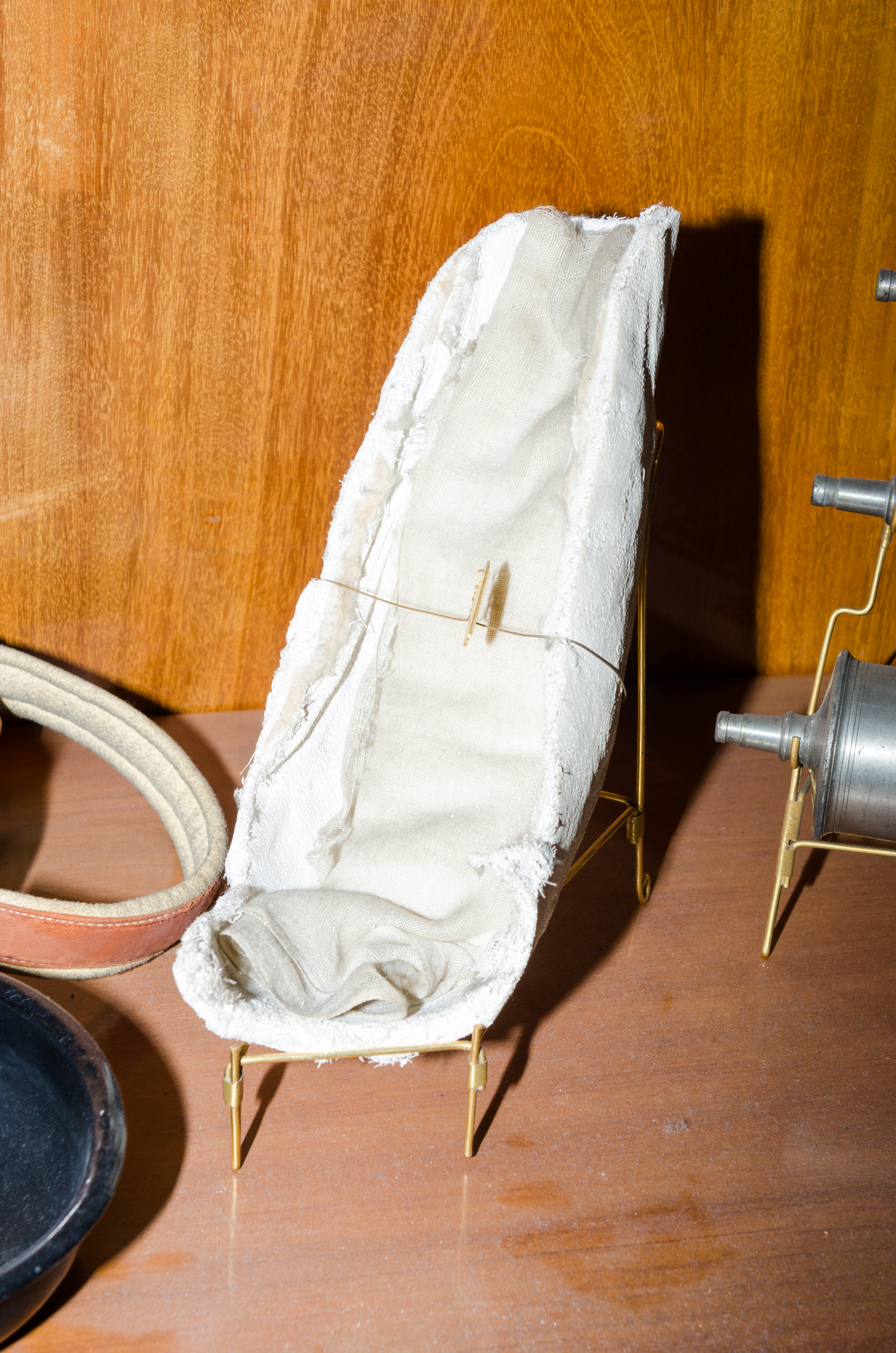
Gips som spjälat grevinnans arm.
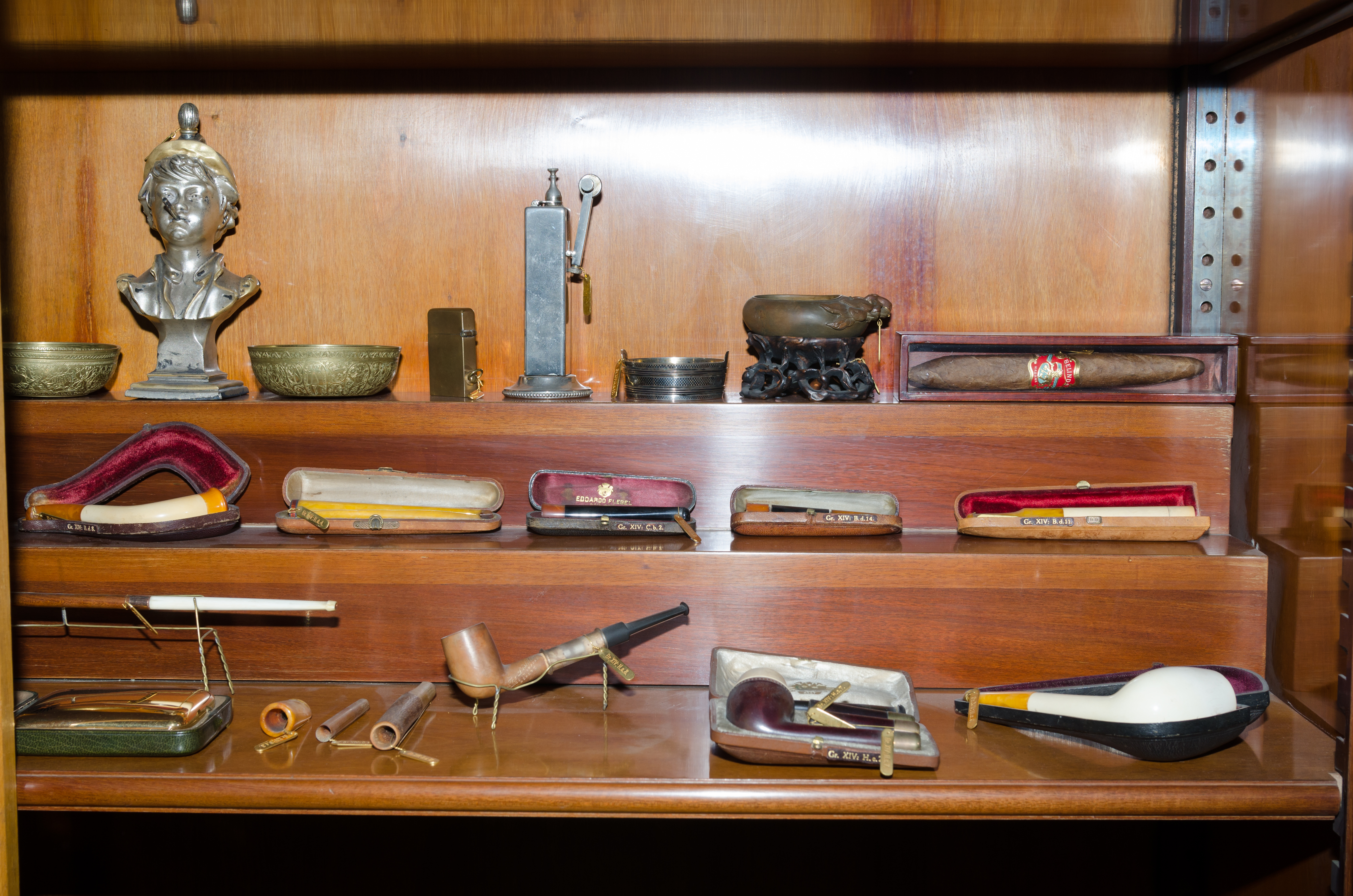
Rökdon.
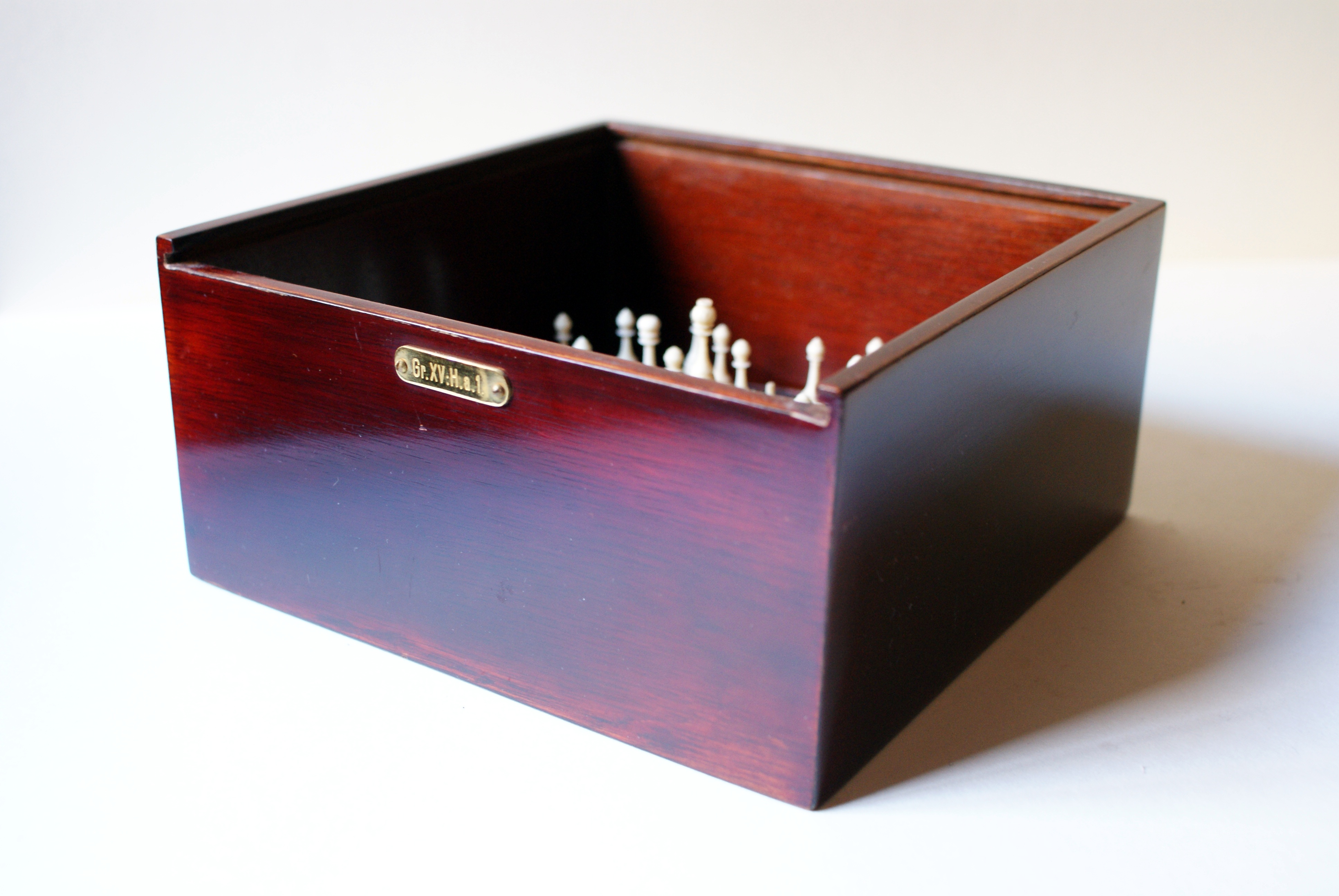
Rävspel.
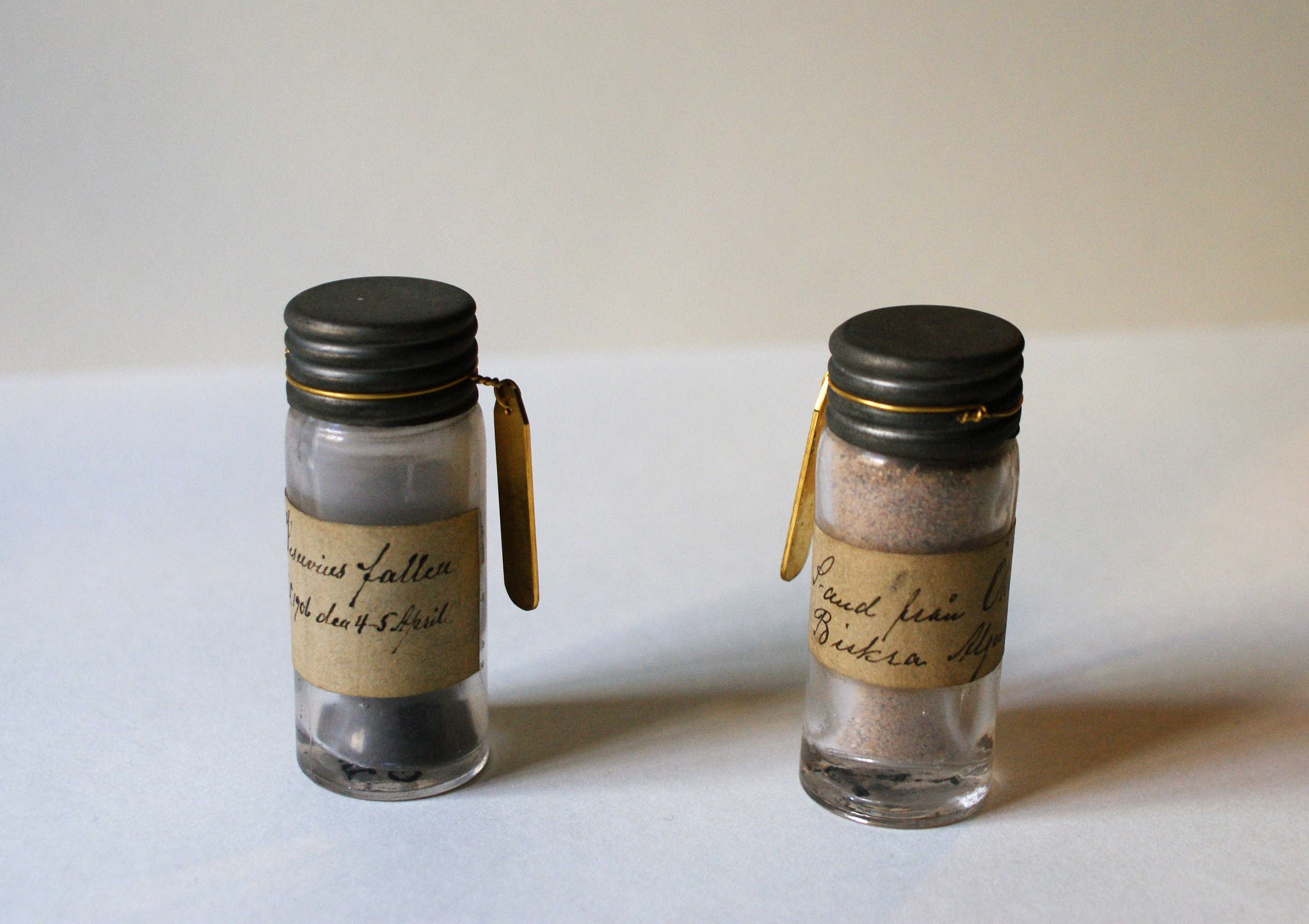
Reseminnen med ökensand och vulkanaska.

### Fotnoter
1. 1 2 3 4  Rikard Jacobson (1 februari 2007). ”Storsamlaren Wilelmina von Hallwyl”. Antikvärlden. Arkiverad från originalet den 27 september 2013. https://web.archive.org/web/20130927212749/http://antikvarlden.se/storsamlaren-wilelmina-von-hallwyl.aspx?article=111. Läst 18 juni 2012.
2. ↑  Upptäck museet – Rökrummet Arkiverad 19 juni 2021 hämtat från the Wayback Machine., Hallwylska museet. Läst 2012-06-19.
3. ↑  Nordisk familjeboks månadskrönika / Första årgången. 1938 / . Läst 2012-06-20.
4. ↑  Cassel-Pihl, Eva Helena (2006). För en långt avlägsen framtid: en bok om Wilhelmina von Hallwyl. Hallwyliana, 0282-0471 ; 8. Stockholm: Hallwylska museet. Libris 10209921. ISBN 91-631-8909-7